# 六氟丙烯
六氟丙烯是一种全氟烯烃，结构式为CF3CF＝CF2。

## 性质
无色几乎无臭不可燃气体。

## 制备
四氟乙烯经高温裂化，后经除酸、干燥、压缩、粗馏、冷冻、脱气和精馏得到六氟丙烯成品。
{\displaystyle \ 3CF_{2}\!=\!CF_{2}\ {\xrightarrow {700^{o}C}}\ 2CF_{3}CF\!=\!CF_{2}}

## 用途
用于生产含氟高分子（氟塑料、氟橡胶）、全氟磺酸离子交换膜、氟碳油和全氟环氧丙烷等。